# 奥里奥爾·里埃拉
奥里奥爾·里埃拉（西班牙語：Oriol Riera；1986年7月3日—）是一位西班牙足球運動員。在場上的位置是前鋒。現效力於澳職球隊西悉尼流浪者。他也代表加泰羅尼亞聯隊參賽。